# Genus judiciale
Genus judiciale (grekiska: γένος δικανικόν, génos dikanikón) är en av tre talgenrer enligt den klassiska retoriken. Genus judiciale brukar också benämnas som rättstal eller juridiska tal. Det handlar alltså om att anklaga eller försvara.

## Bakgrund
Den klassiska retoriken brukar dela upp tal i tre olika kategorier. Genus judiciale, som behandlar det som har skett, genus demonstrativum (hyllningstal, eller panegyriska tal) och genus deliberativum (rådstal eller politiska tal) som behandlar vad som bör göras i framtiden. Man brukar hävda att Aristoteles ligger bakom denna uppdelning. Första gången uppdelningen nämns i skrift är i hans skrift Retorik. För att förstå hur han resonerade krävs det en viss förståelse för hur samhället fungerade under antiken. I den Atenska demokratin där Aristoteles verkade så kunde man egentligen bara ställas inför tre olika talsituationer, enligt Aristoteles. Dessa var domstolsförhandlingar, högtider eller fester samt politiska rådslag. En av de utmärkande egenskaperna för tal inom genus judiciale är att de hålls inför beslutsfattare. Talaren befinner sig i en situation där målet är att påverka och övertyga lyssnarna (beslutsfattaren/beslutsfattarna) att tro på att det som har hänt har hänt på det sättet som talaren beskriver det. För att få hjälp med detta kan talaren använda sig av statusläran. De gamla grekerna liknade argumentation vid strid och statusläran går ut på att lokalisera på vilken sorts argumentation man bör använda i varje enskilt fall. Ska talaren neka, hävda att han inte begått något brottsligt eller kanske hävda att någon annat begått brottet? Alla dessa är olika strategier som används inom genus judiciale.

## Praktik
Tal inom genren genus judiciale handlar alltså om att fastställa vad som har hänt. Ett bra sätt att förstå vad som menas med talgenren är att titta på en domstolsförhandling där till exempel åklagaren argumenterar för att en viss sak hände på ett visst sätt. Andra tydliga exempel kan vara när en idrottsstjärna ska försvara sig mot anklagelser om doping eller när bankdirektörer ska försvara varför de delar ut bonusar och när politiker försvarar sig efter en skandal. Alla dessa situationer är exempel på tal som enligt den klassiska retoriken placeras in under Genus judiciale. Ett sätt att övertyga en publik som består av beslutsfattare om att man som talare har rätt om vad som har hänt kan vara att använda sig av en teknik som besår i att i sitt tal svara på sju frågor: Vem, Vad, Varför, Hur, Var, När och Med hjälp av vad? Ett tal som innehåller svar på dessa frågor har större möjlighet att accepteras som sant av publiken eller beslutsfattarna, och därmed större möjlighet att övertyga. Inom retoriken kallas dessa för handlingstopiker och behandlar just frågor som gäller mänsklig handling. Rättstal handlar väldigt ofta om att definiera saken. Vad har hänt, eller vem som har gjort vad och varför, till exempel, är definierande frågor som är bra att kunna svara på i en talsituation där det gäller att argumentera för vad som har hänt.

## Exempel
Exempel på klassiska tal inom genren genus judiciale är:
- Richard Nixons "Checkerstal"
- Mona Sahlins "Tobleronetal"